# Ogresuchus
Ogresuchus – rodzaj wymarłego krokodylomorfa z rodziny Sebecidae, zawierający jeden znany gatunek – O. furatus. Rodzaj ten żył we wczesnym mastrychcie, ok. 71,5 miliona lat temu.

## Odkrycie i materiał kopalny
Holotyp (MCD-7149) to częściowo połączony stawowo szkielet, zawierający przód czaszki, część kręgosłupa oraz niektóre kości kończyn. W 9 blokach skalnych znajdujących się obok zachowały się fragmenty dużych skorup jaj dinozaurów. Okaz odkryto na stanowisku El Mirador (Coll de Nargó, prowincja Lleida, Katalonia), w skałach formacji Tremp. Na podstawie badań biostratygraficznych określono, że skały, w których odkryto szczątki Ogresuchus, pochodzą najprawdopodobniej z granicy chronów C32n i C31r, mają więc ok. 71,5 miliona lat. 
Okaz odkryto w kwietniu 2013 r., zaś wykopaliska były przeprowadzone w maju tego samego roku. Po czwartym dniu prac skamieniałość została skradziona. Po odnalezieniu okaz okazał się być uszkodzony – kilka kości pękło, a część zaginęła.

## Budowa i paleobiologia
Był to jeden z najmniejszych przedstawicieli Sebecidae – jego długość oszacowano na ok. 1 metr, a masę na 9 kg. Czaszka miała kształt podobny do czaszki psa, co było cechą typową dla Baurusuchidae. W czaszce brakowało okna przedoczodołowego, co różniło go od wielu bazalnych Notosuchia i niektórych Baurusuchidae. Kość powiekowa różniła się morfologią od występujących u większości bazalnych Notosuchia, Baurusuchidae i Sebecidae, a jej przód był mocno wydłużony.
W pobliżu skamieniałości Ogresuchus znajdowały się skorupy jaj zauropodów, co mogłoby sugerować jego jajożerność. Jednak żadna ze skorup nie nosi śladów po zębach, zaś anatomia czaszki mogła uniemożliwiać ich spożywanie (szczęka i żuchwa nie były w stanie wytworzyć odpowiedniej siły koniecznej do ugryzienia twardych skorup jaj zauropodów, zaś podstawowe ograniczenia biometryczne i biomechaniczne nie pozwalały na zjedzenie jaj większych, niż mierzących 19–23 cm średnicy). Badacze zasugerowali jednak, że Ogresuchus mógł być przystosowany do polowania na młode, świeżo wyklute zauropody - spłaszczone zęby pozbawione ząbkowania i wyraźnych grzbietów mogły być odpowiednie do polowań na takie ofiary o stosunkowo miękkim ciele.

## Systematyka i biogeografia
Według analizy filogenetycznej Ogresuchus należał do Sebecidae, a dokładniej był jej stosunkowo zaawansowanym ewolucyjnie przedstawicielem, tworzącym klad z południowoamerykańskimi Zulmasuchus i Sebecus spp. Rodzaj ten miał najważniejsze synapomorfie tego kladu, a także cechy wykluczające jego przynależność do Baurusuchidae (choć miał kilka cech wspólnych z Baurusuchus i Campinasuchus). 
W chwili odkrycia Ogresuchus był najstarszym znanym przedstawicielem Sebecidae. Wcześniej uważano, że ta rodzina pojawiła się w środkowym paleocenie na terenie Ameryki Południowej. Jest możliwe, że Ogresuchus przedostał się do Europy poprzez Afrykę (jak mogło mieć to miejsce w przypadku Doratodon), jednak przeczy temu zaawansowana pozycja filogenetyczna w obrębie Sebecidae. Sellés i in. (2020) podali 2 możliwe scenariusze to tłumaczące. Według pierwszego cechy kladu Ogresuchus + Zulmasuchus + Sebecus spp. były wspólnymi cechami synapomorficznymi dla Sebecidae z Ameryki Południowej i Afryki i występowały już u wczesnych członków rodziny. Według drugiego podobieństwo Ogresuchus do południowoamerykańskich Sebecidae mogło być w rzeczywistości wynikiem konwergencji.

## Etymologia
Nazwę rodzajową utworzono od francuskiego słowa Ogre (co nawiązuje do domniemanego sposobu odżywiania się młodymi osobnikami, podobnie jak  ogry) oraz suchus (z gr. „krokodyl”). Nazwa gatunkowa pochodzi od łac. słowa furatus, które oznacza „skradziony” (co odnosi się do kradzieży holotypu).